# Artistique-Europameisterschaft 1968

Logo CEB (ausrichtender Verband)

Veranstaltungsort: Lyon

Die Billard-Artistique-Europameisterschaft 1968 war das 15. Turnier in dieser Disziplin des Karambolagebillards und fand vom 22. bis zum 26. Mai 1968 in Lyon statt.

## Modus
Gespielt wurden 76 verschiedene Figuren mit verschiedenen Punktewertungen. Jeder Teilnehmer hatte pro Figur drei Versuche. Die maximale Punktzahl betrug 500 Punkte.

Gewertet wurde wie folgt:
1. Punkte = Erzielte Punkte
2. Versuche = Anzahl der gespielten Versuche
3. gelöste Figuren = gelöste Figuren
4. HS = Punkte der nacheinander gelösten Figuren
5. % = Prozentual gelöste Figuren

## Abschlusstabelle
| Platz                        | Name               | Punkte | Versuche | gel. Figuren | HS | %       |
| ---------------------------- | ------------------ | ------ | -------- | ------------ | -- | ------- |
| 1                            | Joaquín Domingo    | 292    | 171      | 45           | 50 | 58,40 % |
| 2                            | Raymond Steylaerts | 242    | 182      | 39           | 38 | 48,40 % |
| 3                            | Ricardo Fernández  | 236    | 181      | 39           | 40 | 47,20 % |
| 4                            | Claudio Nadal      | 227    | 185      | 37           | 28 | 45,40 % |
| 5                            | Léo Corin          | 199    | 199      | 34           | 25 | 39,80 % |
| 6                            | Laurent Boulanger  | 159    | 193      | 29           | 25 | 31,80 % |
| 7                            | Egidio Vierat      | 158    | 200      | 27           | 21 | 31,60 % |
| 8                            | Raymond Jublot     | 146    | 191      | 25           | 22 | 29,20 % |
| 9                            | Emdy Mascolo       | 122    | 202      | 22           | 10 | 24,40 % |
| Turnierdurchschnitt: 39,57 % |                    |        |          |              |    |         |